# هنري البطل
هنري البطل (بالإنجليزية: Henry Danger)‏ هو سيتكوم أمريكي من إنتاج دان شنايدر يدور المسلسل عن فتى اسمه هنري هارت وهو فتى في 13 من عمره والذي كان يريد ان يعمل لدى بطله الخارق المشهور كابتن مان، ذهب إلى المتجر وبعدها التقى بكابتن مان وطلب من هنري للعمل معه كمساعده ولكن عليه ان لايخبر أحد بهويته السرية وتنطلق الاحداث المضحكة، الحب، الغرابة والمزيد. عرض المسلسل على قناة نكلوديون الامريكية سنة 2014 وعرض على نكلوديون عربية سنة 2015 على شبكة شبكة أوربت شوتايم.

## الممثلين
- جيس نورمان
- كوبر برانيس
- ريلي داونز
- سان ريان فوكس
- إيلا أندرسون
- ميخائيل كوهن

## وصلات خارجية
- هنري البطل على موقع IMDb (الإنجليزية)
- هنري البطل على موقع نتفليكس (الإنجليزية)
- هنري البطل على موقع فيلمافينيتي (الإسبانية)
- هنري البطل على موقع كينوبويسك (الروسية)
- هنري البطل على موقع ألو سيني (الفرنسية)
- هنري البطل على موقع قاعدة بيانات الفيلم (الإنجليزية)

- الصفحة الرئيسية للمسلسل على موقع نكلوديون عربية